# Coalición Europea
Coalición Europea (pol. Koalicja Europejska) – koalicja utworzona przez hiszpańskie centroprawicowe ugrupowania regionalistyczne na okoliczność wyborów do Parlamentu Europejskiego w 1999 i 2004 roku.

## Wybory 1999
Wśród założycieli sojuszu znalazły się: Koalicja Kanaryjska, Partia Aragońska (Partido Aragonés, PAR), Partia Andaluzyjska i Unia Walencjańska (Unión Valenciana, UV). Cztery pierwsze miejsca na liście ogólnokrajowej zajęli: Isidoro Sánchez (CC), Carlos Bautista (PA), Enrique Monsonís (UV) i Juan Manuel Ferrández Lezaun (PAR).
Koalicja uzyskała 677 tys. głosów i 3,2% w skali całego kraju, co przełożyło się na 2 mandaty w PE. Najlepszy rezultat Sojusz zanotował na Wyspach Kanaryjskich (276 tys. i 33,78% – pierwsze miejsce we Wspólnocie), Andaluzji (247 tys. głosów i 6,64%), Aragonii (60 tys. i 9,27%) i Wspólnocie Walencji (90 tys. i 3,96%).
W żadnej innej wspólnocie nie przekroczył promila głosów.
Pierwszy mandat do PE uzyskali: Isidoro Sánchez (1999–2003) startujący z pierwszego miejsca oraz Enrique Monsonís (2003–2004). Oboje weszli w skład grupy ELDR. Drugim mandatem w PE podzieli się Carlos Bautista (1999–2003) i Juan Manuel Ferrández (2003–2004). Oboje znaleźli się w Wolnym Sojuszu Europejskim.

## Koalicja w 2004
Po raz kolejny koalicja została powołana w 2004. W jej skład weszło 8 ugrupowań, w tym 4 obecne w poprzednim wydaniu sojuszu: Koalicja Kanaryjska, Partia Aragońska, Partia Andaluzyjska i Unia Walencjańska. Wśród nowych członków koalicji znaleźli się Konwergencja Demokratów Nawarry (Convergencia de Demócratas de Navarra, CDN), Unia Majorkańska, Partia Asturii (Partíu Asturianista, PAS) i Zjednoczona Estremadura (Extremadura Unida, EU).
Pierwsze cztery miejsca na liście zajęli: Alejandro Rojas-Marcos (PA), Alfredo Belda Quintana (CC), Valero Eustaquio (UV) i europoseł Juan Manuel Ferrández Lezaun.
Mimo zwiększenia bazy politycznej koalicja nie zanotowała wzrostu poparcia tracąc wszystkie mandaty w Parlamencie Europejskim. Koalicja uzyskała 197 tys. głosów w skali całej Hiszpanii (1,27%). Najwięcej wyborców zagłosowało na nią na Wyspach Kanaryjskich (91 tys. i 16,92%), w pozostałych wspólnotach oddano niewielkie lub śladowe ilości głosów: na Balerach 8 tys. i 2,11%, w Andaluzji 64 tys. i 2,57%, Aragonii 14 tys. i 2,94%, a we Wspólnocie Walencji 20 tys. i 1,12%. W Nawarze, Estremadurze i Asturii Koalicja nie przekroczyła 0,5% głosów